# Сан-Флоро
Сан-Флоро (итал. San Floro) — коммуна в Италии, располагается в регионе Калабрия, подчиняется административному центру Катандзаро.
Население составляет 594 человека, плотность населения составляет 33 чел./км². Занимает площадь 18 км². Почтовый индекс — 88021. Телефонный код — 0961.
Покровителем населённого пункта считается святой Флор. Праздник ежегодно празднуется 17 августа.